# Latreillopsis cornuta
Latreillopsis cornuta är en kräftdjursart som beskrevs av Danièle Guinot och Richer de Forges 1995. Latreillopsis cornuta ingår i släktet Latreillopsis och familjen Homolidae. Inga underarter finns listade i Catalogue of Life.